# Jens Lundqvist
Jens Mikael Lundqvist (Gävle, 29 augustus 1979) is een Zweeds professioneel tafeltennisser. Hij speelt rechtshandig met de shakehandgreep.
Hij vertegenwoordigde zijn land op de Olympische Zomerspelen in 2008 en 2012 maar won geen medailles.

## Belangrijkste resultaten
- Goud met het team op de Europese kampioenschappen in 2002.
- Zilver met het team op de Europese kampioenschappen in 2011.
- Brons met het team op de Europese kampioenschappen in 2003.
- Brons in het dubbelspel op de Europese kampioenschappen in 2010 met Pär Gerell.